# Palatina (abbigliamento)

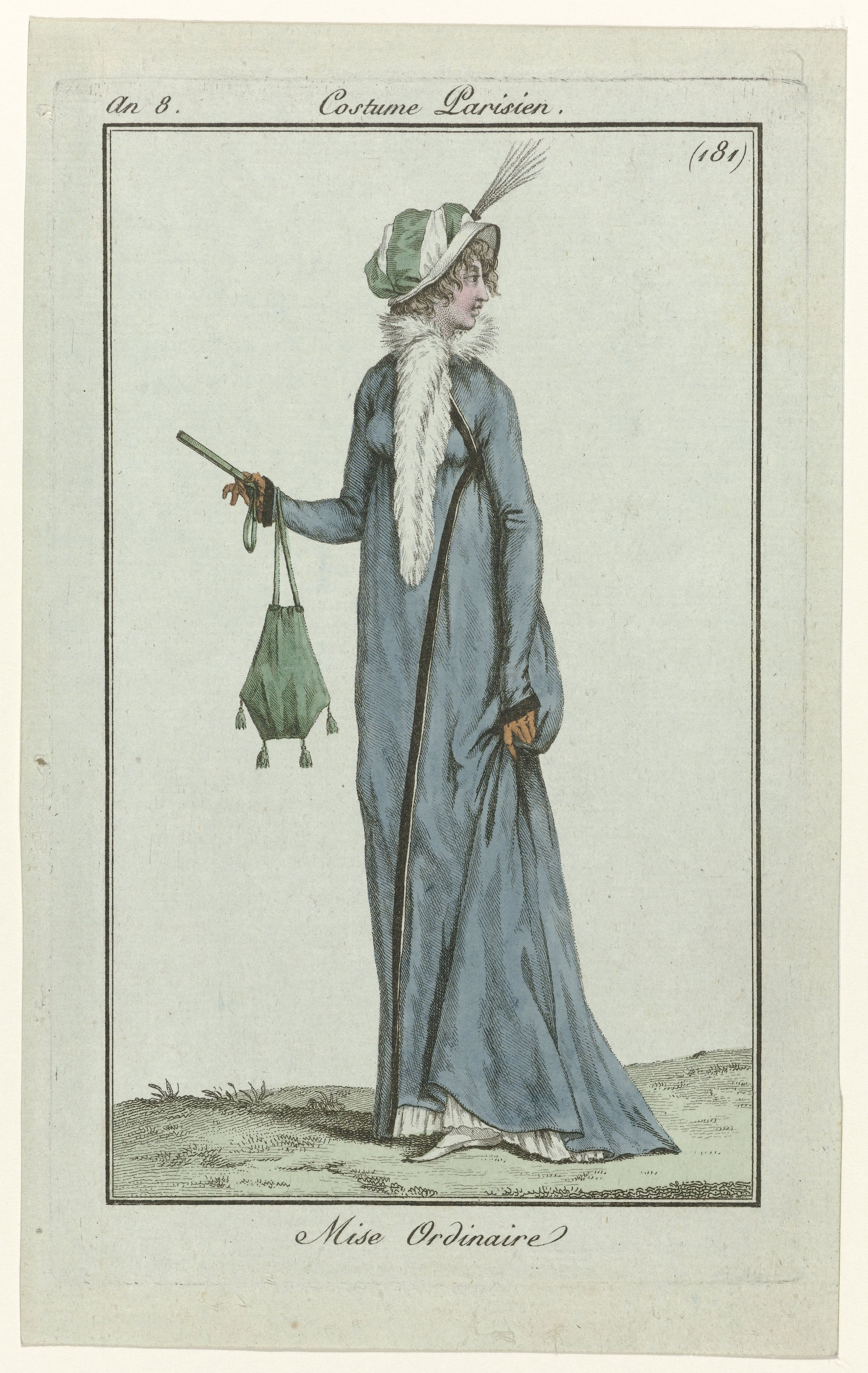

La palatina o sciarpa palatina è un accessorio di abbigliamento femminile, simile a una piccola mantellina in pelliccia. A volte, le palatine si presentano più sottili, simili a sciarpe, da annodare attorno al collo.

## Storia
Nata come corrispettivo femminile della cravatta, la palatina deve il suo nome alla principessa Elisabetta Carlotta di Boemia (1652-1722). Essa era già indossata dalle donne francesi nel corso del XVI secolo. Durante l'Ottocento, in Italia, la palatina veniva portata dalle donne che andavano a teatro, ed era in cincillà o raso. Si pensa che da essa discenda il boa.